# Cuatresia
Cuatresia és un gènere de plantes en la família de les solanàcies (Solanaceae) que es distribueix pel neotròpic.

## Taxonomia
Compta amb 14 espècies acceptades:
- Cuatresia amistadensis
- Cuatresia colombiana
- Cuatresia cuneata
- Cuatresia exiguiflora
- Cuatresia folliculoides
- Cuatresia foreroi
- Cuatresia fosteriana
- Cuatresia garciae
- Cuatresia harlingiana
- Cuatresia hunzikeriana
- Cuatresia morii
- Cuatresia plowmanii
- Cuatresia riparia
- Cuatresia trianae